# マリア・グサコワ
マリア・グサコワ（Maria Ivanovna Gusakova、ロシア語: Мария Ивановна Гусакова、1931年2月2日 - 2022年5月8日）はソビエト連邦リャザン州Timoshkino出身の元クロスカントリースキー選手。1950年代から1960年代にかけて活躍した。夫は元ノルディック複合選手のニコライ・グサコフ。

## プロフィール
1960年スコーバレーオリンピックでは10kmで金メダル、リレーで銀メダルを獲得、夫のニコライ・グサコフもノルディック複合で銅メダルを獲得、夫婦でオリンピックメダリストとなった。
1962年ノルディックスキー世界選手権ではリレー金、10km銀、5km銅と3つのメダルを獲得、1964年インスブルックオリンピックでも10kmで銅メダルを獲得した。他にソビエト連邦選手権で6個のタイトルを獲得している。